# Spånga HK
Spånga HK (Spånga Handbollsklubb) är en handbollsklubb verksam i Stockholmsförorten Spånga.

## Historia
Verksamheten startade 1934 när handbollssektion inom Spånga idrottssällskap (Spånga IS) bildades. Sektionen ombildades 1991 till en fristående förening, i dagligt tal kallad Spånga Handboll.

## Verksamhet
Spånga Handboll bedriver handboll för flickor och pojkar i alla åldrar från förskolebarn till äldre seniorer i hela Västerort. Huvuddelen av verksamheten är inriktad på barn och ungdom 6–19 år. För de allra yngsta erbjuder klubben nybörjarverksamhet genom handbollsskolor på tre platser: Bromma, Hässelby och Spånga. Verksamhetens än inriktad på att inrymma såväl bredd som elit genom över 40 lag i seriespel, över 600 aktiva och drygt 100 ledare.
Klubben är arrangör av Västerortscupen, en årlig handbollscup i Stockholm.
Spångas P01 var ett av Stockholms och Sveriges största lag med cirka 50 spelare.